# 郭澄清
郭澄清（1931年—1989年），原名郭成清，男，山东宁津人，中国作家，曾任中国作家协会山东分会副主席。

2019年，其长篇小说《大刀记》入选“新中国70年70部长篇小说典藏”。